# Фюрстенберг, Диана фон
Диана фон Фюрстенберг (фр. Diane von Fürstenberg, урождённая Халфин; род. 31 декабря 1946, Брюссель, Бельгия) — французский и американский модельер еврейского происхождения.

## Биография
Диана Халфин родилась в Брюсселе в 1946 году в состоятельной еврейской семье. Её отец, Леон (Липа Шмаевич) Халфин (1912—?), родился и вырос в Кишинёве, откуда в 1929 году перебрался в Брюссель. В 1942 году он по фальшивым документам на имя Леона Десмета (Léon Desmet) поселился в Швейцарии, где провёл военные годы, а после войны открыл предприятие по торговле электротоварами, вскоре превратившееся в крупнейшую в Бельгии фирму по продаже электронных ламп (в результате Леон Халфин стал известен как Monsieur Lampe Electronique). Мать Дианы Халфин — Лилиан Нахмияс — происходила из сефардской семьи из Салоник, откуда была вместе с родителями в 1943 году депортирована в концентрационный лагерь Освенцим. Леон Халфин и Лилиан Нахмияс поженились в 1946 году.
Родители расстались, когда Диане было 13 лет, и она обучалась в интернатах в Испании, Великобритании и Швейцарии, затем поселилась с матерью в Женеве.
Диана познакомилась со своим будущим мужем принцем Эгоном фон Фюрстенбергом, когда она поступила на экономическое отделение Женевского университета в 1967 году. Эгон принадлежал к младшей ветви швабского княжеского рода. Они поженились в 1969 году, но развелись тремя годами позже. У них родились дочь Татьяна и сын Александр.
Диана фон Фюрстенберг открыла свою первую линию дизайнерской одежды для женщин в 1970 году. Впоследствии она также занялась производством косметики, открыла магазин косметики на Мэдисон-авеню и разработала свой первый парфюм, который назвала в честь дочери — «Татьяна» («Tatiana»). К 1979 году годовой объем розничных продаж ее компании составил 150 миллионов долларов (что эквивалентно 630 миллионам долларов в 2023 году).
С 1985 года жила в Париже. Это во многом было связано с её романом с Аленом Элканном, журналистом и писателем, с которым она рассталась в 1992 году. В Париже основала франкоязычное издательство «Salvy». В 1994 году у Дианы фон Фюрстенберг диагностировали  злокачественную опухоль. После сеансов лучевой терапии ей удалось достичь долгосрочной ремиссии.
В 2001 году Диана фон Фюрстенберг вышла замуж за американского миллиардера и медиамагната Барри Диллера и в следующем году стала гражданкой США.
В 2002 году Диана фон Фюрстенберг опубликовала с собственным предисловием и вступительным словом Сержа Кларсфельда обнаруженные ею воспоминания своей тёти (двоюродной сестры отца) — французского врача-гинеколога Симы Вайсман (урождённой Вассерман, 1903, Оргеев Бессарабской губернии — 1997, Париж) — «Parmi les cris, un chant s'élève: le témoignage exceptionnel d’une femme médecin déportée à Auschwitz» о депортации из Парижа и заключении в Освенциме (английское издание — «A Jewish Doctor in Auschwitz: The Testimony of Sima Vaisman», 2005; итальянское издание — «L’inferno sulla terra: La testimonianza di una dotoressa deportata ad Auschwitz», 2005).
В августе 2006 года Диана фон Фюрстенберг была назначена президентом престижной американской организации в мире моды — Американского совета дизайнеров моды.
В 2009 году подписала петицию в поддержку кинорежиссера Романа Полански, призывая к его освобождению после того, как Полански был арестован в Швейцарии в связи с его делом о сексуальном насилии.
28 февраля 2020 года Диана фон Фюрстенберг была удостоена звания кавалера Почетного легиона за вклад в моду, женское лидерство и благотворительность. Награду вручила Кристин Лагард, президент Европейского центрального банка и бывший управляющий директор Международного валютного фонда.

## Семья
Брат — Филипп Халфин, президент бельгийской корпорации по производству электронных ламп и полупроводников Halfin.

## Избранная фильмография
| Год       |   | Русское название | Оригинальное название | Роль              |
| --------- | - | ---------------- | --------------------- | ----------------- |
| 2007—2010 | с | Сплетница        | Gossip Girl           | в роли самой себя |

## Награды и признание
- В 2016 году Новая школа Нью-Йорка присвоила ей степень почетного доктора[12].
- 28 сентября 2018 года стала почетным гражданином своего родного города Брюссель[13].